# Pirátská strana (Norsko)
Pirátská strana (norsky Piratpartiet) je norská politická strana, která byla založena v roce 2012. Jejími základními principy jsou „úplná transparentnost ve správě státu, ochrana soukromí na internetu a lepší využívání IT a technologií pro lepší demokracie“. Dne 17. prosince 2012 oznámili, že shromáždili 5 000 podpisů vyžadovaných zákonem k registraci politické strany a účasti v příštích všeobecných volbách. Strana je součástí mezinárodní organizace Pirátské internacionály a Evropské Pirátské strany.

## Dějiny

### Založení strany
V červnu 2012 strana vydala pozvánky na zahajovací schůzi, která se bude konat 16. října v Trondheimu, s úmyslem dohodnout se na strategii získání 5 000 podpisů vyžadovaných zákonem k registraci politické strany. Do 16. prosince obdrželi dostatečné podpisy a byli právně uznáni. 

## Předsedové strany[6][7]
- Geir Aaslid (2012 - 2013)
- Øystein Bruås Jakobsen (2013 - 2015)
- Tale Haukbjørk Østrådal (2015 - 2017)
- Thomas Gramstad (2017 - 2019)
- Svein Mork Dahl (2019 - )

## Výsledky parlamentních voleb[8]
| Rok  | Počet celkových hlasů | Procento celkových hlasů | Počet získaných křesel |
| ---- | --------------------- | ------------------------ | ---------------------- |
| 2013 | 9,869                 | 0,3 % (#12)              | 0/169                  |
| 2017 | 3,347                 | 0,1 % (#15)              | 0/169                  |
| 2021 | 2,308                 | 0,1 % (#20)              | 0/169                  |